# A Time for Dying
A Time for Dying è un film del 1969 diretto da Budd Boetticher.
È un film western statunitense con Richard Lapp, Anne Randall, Robert Random e Audie Murphy (in una piccola parte nel ruolo di Jesse James, da lui già interpretato ne I predoni del Kansas). Fu l'ultimo film di Murphy prima della sua morte nel 1971 ed ebbe una distribuzione cinematografica solo nel 1982.

## Trama
Cass Bunning, un ragazzo di campagna con un talento per le armi, incontra Nellie, una donna ingenua dell'Est, attirata nel West con la promessa di un lavoro come cameriera in un locale che risulta poi essere in un bordello. Cass, con l'intenzione di aiutarla a fuggire, scappa con lei. Giunti a Vinegaroon, nel Texas, i due sono costretti a sposarsi dal giudice Roy Bean. Cass decide quindi di diventare un cacciatore di taglie. Incontra Jesse James, che, colpito dalle sue abilità con le armi, gli propone di unirsi alla sua banda, ma Cass vuole continuare il suo nuovo lavoro. Cass viene alla fine ucciso in uno scontro a fuoco con il fuorilegge Billy Pimple e Nellie è costretta a prostituirsi.

## Produzione
Il film, un western a basso costo diretto e sceneggiato da Budd Boetticher, fu prodotto da Audie Murphy tramite la Etoile Productions e la Fipco Productions (compagnia fondata da Boetticher e da Murphy) e girato a Apache Junction in Arizona. A causa di problemi di post produzione e di questioni legali causate dalla morte del produttore della pellicola, Audie Murphy, il film fu distribuito al cinema solo nel 1982.

## Distribuzione
Mai distribuito in Italia, venne trasmesso in Tv in Germania Ovest il 18 dicembre 1972. Il film fu distribuito al cinema negli Stati Uniti nel 1982 a New York (nel cinema Public Theater di Lafayette Street) dalla Corinth Films.
Alcune delle uscite internazionali sono state:
- in Austria (Zeit zum Sterben)
- in Germania Ovest (Zeit zum Sterben)
- in Francia (Qui tire le premier?)
- in Spagna (Un tiempo para morir)
- in Brasile (Gatilhos da Violência)
- in Romania (Timpul de-a muri)

## Promozione
La tagline è: "Only he knew it was...A Time for Dying".

## Critica
Secondo MYmovies il film è "un omaggio a Jesse James, un western realistico, spesso comico, in cui il suo approccio al personaggio è risolutamente antiromantico".